# Geolycosa xera archboldi
Geolycosa xera là một phân loài nhện trong họ Lycosidae.
Loài này thuộc chi Geolycosa. Geolycosa xera archboldi được McCrone miêu tả năm 1963.